# П'єрлуїджи Мартіні
П'єрлуїджи Мартіні (італ. Pierluigi Martini; 23 квітня 1961 в Луґо, Італія) — італійський автогонщик, учасник чемпіонатів Світу з автоперегонів у класі Формула-1. Більшу частину кар'єри провів у команді «Minardi». За 12 років у Формулі-1 провів 124 Гран-прі, набравши 18 очок.

## Ранні роки
Дядько П'єрлуїджи Мартіні, Джанкарло Мартіні, брав участь у перегонах у 1970-х роках, зокрема в деяких некласифікованих гонках на Ferrari 312T під егідою Scuderia Everest, команди, що належала Джанкарло Мінарді. Молодший брат П'єрлуїджі, Олівер, також є автогонщиком.